# Unione Sportiva Triestina Calcio 2003-2004
Questa pagina raccoglie le informazioni riguardanti l'Unione Sportiva Triestina Calcio nelle competizioni ufficiali della stagione 2003-2004.

## Stagione
Nella stagione 2003-2004 la Triestina disputa un interminabile campionato cadetto, raccoglie 64 punti, equamente divisi tra girone di andata e girone di ritorno. Dopo il triennio di Ezio Rossi a Trieste che l'ha riportata in Serie B, la squadra alabardata viene affidata ad Attilio Tesser, e trova in Davide Moscardelli, arrivato dalla Sangiovannese, un attaccante che mette a segno 16 reti, ben sostenuto da Denis Godeas che a sua volta ne realizza 10, 4 dei quali dal dischetto. Dicevamo del campionato interminabile, perché invece delle solite 20 squadre, la Federazione è stata costretta a varare un torneo con un format a 24 squadre, con 46 giornate di campionato, che prevede 6 promozioni e 4 retrocessioni. Nella Coppa Italia la squadra giuliana partecipa al gruppo 4 di qualificazione, pareggiando (1-1) la prima in casa con il Vicenza, poi aderisce alla protesta delle squadre cadette, contro la scelta di portare a 24 squadre il campionato, saltando le altre due partite del girone che si sarebbero dovute giocare contro l'Atalanta ed il Venezia.

## Divise e sponsor
Lo sponsor tecnico per la stagione 2003-2004 è Asics, mentre lo sponsor ufficiale è Acegas - Aps.
| Casa | Trasferta | Terza divisa |

## Rosa
| N. |                     | Ruolo | Calciatore           |
| -- | ------------------- | ----- | -------------------- |
| 2  | Italia (bandiera)   | D     | Alessandro Rinaldi   |
| 2  | Italia (bandiera)   | D     | Francesco Carbone    |
| 3  | Slovenia (bandiera) | D     | Sebastian Berko      |
| 4  | Italia (bandiera)   | D     | Marco Pecorari       |
| 5  | Italia (bandiera)   | C     | Nicola Princivalli   |
| 5  | Italia (bandiera)   | C     | Nicola Beati         |
| 6  | Italia (bandiera)   | D     | Francesco Bega       |
| 7  | Italia (bandiera)   | A     | Francesco Ciullo     |
| 8  | Italia (bandiera)   | C     | Francesco Marianini  |
| 9  | Italia (bandiera)   | D     | Michele Bacis        |
| 9  | Italia (bandiera)   | D     | Morris Molinari      |
| 10 | Italia (bandiera)   | C     | Marco Rigoni         |
| 11 | Libia (bandiera)    | C     | Jehad Muntasser      |
| 12 | Italia (bandiera)   | P     | Andrea Pinzan        |
| 13 | Italia (bandiera)   | A     | Eder Baù             |
| 14 | Italia (bandiera)   | D     | Filippo Medri        |
| 14 | Italia (bandiera)   | D     | Andrea Federici      |
| 15 | Italia (bandiera)   | D     | Michelangelo Minieri |

| N. |                   | Ruolo | Calciatore          |
| -- | ----------------- | ----- | ------------------- |
| 17 | Italia (bandiera) | P     | Andrea Campagnolo   |
| 18 | Italia (bandiera) | C     | Andrea Parola       |
| 19 | Italia (bandiera) | C     | Andrea Boscolo      |
| 20 | Italia (bandiera) | C     | Oscar Magoni        |
| 21 | Italia (bandiera) | C     | Alberto Aquilani    |
| 22 | Italia (bandiera) | D     | Andrea Mantovani    |
| 23 | Italia (bandiera) | A     | Davide Moscardelli  |
| 25 | Italia (bandiera) | A     | Manolo Gennari      |
| 26 | Italia (bandiera) | D     | Damiano Ferronetti  |
| 27 | Italia (bandiera) | A     | Mirco Gubellini     |
| 28 | Italia (bandiera) | D     | Pietro Sportillo    |
| 32 | Italia (bandiera) | A     | Alessandro Noselli  |
| 33 | Italia (bandiera) | A     | Matteo Beretta      |
| 55 | Italia (bandiera) | A     | Pietro Famiano      |
| 78 | Italia (bandiera) | P     | Nicola Riato        |
| 83 | Gabon (bandiera)  | C     | Catilina Aubameyang |
| 85 | Italia (bandiera) | C     | Kevin Strukelj      |
| 99 | Italia (bandiera) | A     | Denis Godeas        |

## Risultati

### Campionato

#### Girone di andata
| Arbitro: | Carlucci (Barletta) |

|           |           |                 |
| Sullo 16’ | Marcatori | 40’ Moscardelli |

| Arbitro: | Bergonzi (Genova) |

|                          |           |             |
| Pecorari 45’ Noselli 69’ | Marcatori | 80’ Millesi |

| Arbitro: | Cassarà (Palermo) |

|            |           |                 |
| Riganò 25’ | Marcatori | 72’ Moscardelli |

| Arbitro: | Preschern (Mestre) |

|                                  |           |         |
| Perna 49’ (aut.) Moscardelli 58’ | Marcatori | 25’ Lai |

| Arbitro: | Romeo (Verona) |

|                                              |           |                                         |
| Godeas 61’ Moscardelli 70’, 75’ Aquilani 88’ | Marcatori | 39’, 44’ C. Lucarelli 80’ (rig.) Protti |

| Arbitro: | Brighi (Cesena) |

|              |           |  |
| Calaiò 45+1’ | Marcatori |  |

| Trieste 4 ottobre 2003, ore 20:30 7ª giornata | Triestina        | 0 – 0 | Napoli | Stadio Nereo Rocco\| Arbitro: \| Nucini (Bergamo) \| |
| Arbitro:                                      | Nucini (Bergamo) |       |        |                                                      |

| Arbitro: | Racalbuto (Gallarate) |

|                                         |           |            |
| Marcolini 2’ Budan 55’, 58’ Pazzini 81’ | Marcatori | 27’ Godeas |

| Arbitro: | Palanca (Roma) |

|                            |           |                        |
| Moscardelli 49’ Godeas 79’ | Marcatori | 51’ Pisanu 90+3’ Biasi |

| Arbitro: | Rocchi (Firenze) |

|                                      |           |              |
| Cordova 3’ Spinesi 9’, 84’ Motta 28’ | Marcatori | 78’ Aquilani |

| Arbitro: | Romeo (Verona) |

|                                                       |           |  |
| Rigoni 73’ (rig.) Moscardelli 88’ Godeas 90+3’ (rig.) | Marcatori |  |

| Arbitro: | Carlucci (Molfetta) |

|                     |           |  |
| Beghetto 80’ (rig.) | Marcatori |  |

| Arbitro: | Cassarà (Palermo) |

|                          |           |                 |
| Centurioni 30’ Ganci 76’ | Marcatori | 52’ Moscardelli |

| Arbitro: | Saccani (Mantova) |

|  |           |            |
|  | Marcatori | 30’ Padoin |

| Arbitro: | Brighi (Cesena) |

|                                |           |                            |
| Bjelanovic 48’ Ghirardello 77’ | Marcatori | 15’ Magoni 39’ Moscardelli |

| Arbitro: | Tagliavento (Terni) |

|                              |           |                         |
| Moscardelli 21’ Pecorari 34’ | Marcatori | 8’ Makinwa 29’ Padalino |

| Arbitro: | Pieri (Genova) |

|                  |           |             |
| Godeas 8’ (rig.) | Marcatori | 29’ Jimenez |

| Arbitro: | M. Mazzoleni (Bergamo) |

|                |           |            |
| Vergassola 75’ | Marcatori | 17’ Godeas |

| Arbitro: | M. Mazzoleni (Bergamo) |

|                |           |                                |
| Mocardelli 56’ | Marcatori | 32’ Del Nevo 90+2’ M. Esposito |

| Arbitro: | Giannoccaro (Lecce) |

|                  |           |                                                |
| Mastronunzio 67’ | Marcatori | 21’ (rig.) Godeas 25’ Aquilani 71’ Moscardelli |

| Arbitro: | Tombolini (Ancona) |

|                 |           |  |
| Moscardelli 82’ | Marcatori |  |

| Arbitro: | Carlucci (Molfetta) |

|  |           |            |
|  | Marcatori | 68’ Godeas |

| Arbitro: | Nucini (Bergamo) |

|                      |           |  |
| Fernández 53’ (aut.) | Marcatori |  |

#### Girone di ritorno
| Arbitro: | Gabriele (Frosinone) |

|               |           |             |
| Mantovani 47’ | Marcatori | 84’ Zaniolo |

| Arbitro: | Castellani (Verona) |

|             |           |  |
| Kutuzov 69’ | Marcatori |  |

| Arbitro: | Carlucci (Molfetta) |

|                              |           |                 |
| Rigoni 42’ Godeas 53’ (rig.) | Marcatori | 16’ Piangerelli |

| Arbitro: | Dondarini (Finale Emilia) |

|                           |           |              |
| Corneliusson 5’ Olivi 24’ | Marcatori | 61’, 69’ Baù |

| Arbitro: | Tagliavento (Terni) |

|              |           |                 |
| Cannarsa 75’ | Marcatori | 27’ Moscardelli |

| Arbitro: | De Marco (Chiavari) |

|                   |           |            |
| Pacorari 29’, 50’ | Marcatori | 16’ Pagani |

| Napoli 4 marzo 2004, ore 20:30 30ª giornata | Napoli             | 0 – 0 | Triestina | Stadio San Paolo\| Arbitro: \| Tombolini (Ancona) \| |
| Arbitro:                                    | Tombolini (Ancona) |       |           |                                                      |

| Arbitro: | Saccani (Mantova) |

|                 |           |             |
| Moscardelli 49’ | Marcatori | 39’ Pinardi |

| Arbitro: | M. Mazzoleni (Bergamo) |

|  |           |            |
|  | Marcatori | 86’ Godeas |

| Arbitro: | Castellani (Verona) |

|               |           |  |
| Marianini 47’ | Marcatori |  |

| Bergamo 22 marzo 2004, ore 20:30 34ª giornata | AlbinoLeffe               | 0 – 0 | Triestina | Stadio Atleti Azzurri d'Italia\| Arbitro: \| Dondarini (Finale Emilia) \| |
| Arbitro:                                      | Dondarini (Finale Emilia) |       |           |                                                                           |

| Trieste 27 marzo 2004, ore 20:30 35ª giornata | Triestina       | 0 – 0 | Piacenza | Stadio Nereo Rocco\| Arbitro: \| Brighi (Cesena) \| |
| Arbitro:                                      | Brighi (Cesena) |       |          |                                                     |

| Arbitro: | Ayroldi (Molfetta) |

|            |           |  |
| Rigoni 16’ | Marcatori |  |

| Arbitro: | Cruciani (Pesaro) |

|             |           |                |
| Schwoch 80’ | Marcatori | 90+4’ Pecorari |

| Arbitro: | Romeo (Verona) |

|                               |           |               |
| Aquilani 37’ Villa 53’ (aut.) | Marcatori | 64’ Comandini |

| Como 24 aprile 2004, ore 20:30 39ª giornata | Como              | 0 – 0 | Triestina | Stadio Giuseppe Sinigaglia\| Arbitro: \| Cruciani (Pesaro) \| |
| Arbitro:                                    | Cruciani (Pesaro) |       |           |                                                               |

| Arbitro: | Bergonzi (Genova) |

|             |           |  |
| Jimenez 13’ | Marcatori |  |

| Arbitro: | Cruciani (Pesaro) |

|              |           |  |
| Moscardi 73’ | Marcatori |  |

| Arbitro: | Dondarini (Finale Emilia) |

|                                 |           |         |
| Abeijon 55’ Lopez 74’ Suazo 84’ | Marcatori | 13’ Baù |

| Arbitro: | Cassarà (Palermo) |

|               |           |              |
| Marianini 55’ | Marcatori | 89’ Colacone |

| Arbitro: | Dondarini (Reggio Emilia) |

|                                |           |               |
| Toni 31’, 41’ E. Filippini 83’ | Marcatori | 63’ Mantovani |

| Trieste 5 giugno 2004, ore 20:30 45ª giornata | Triestina                | 0 – 0 | Catania | Stadio Nereo Rocco\| Arbitro: \| Morganti (Ascoli Piceno) \| |
| Arbitro:                                      | Morganti (Ascoli Piceno) |       |         |                                                              |

| Arbitro: | Pellegrino (Barcellona Pozzo di Gotto) |

|           |           |  |
| Poggi 35’ | Marcatori |  |

### Coppa Italia

#### Girone 4
| Arbitro: | Girardi (San Donà di Piave) |

|                  |           |               |
| Aubameyang 90+2’ | Marcatori | 88’ Margiotta |

| 26 agosto 2003 2ª giornata | Atalanta | – Partita non disputata | Triestina |  |

| 5 settembre 2003 3ª giornata | Venezia | – Partita non disputata | Triestina |  |